# کاپوستینکا
کاپوستینکا (به لاتین: Kapustinka) یک منطقهٔ مسکونی در روسیه است که در سرزمین آلتای واقع شده‌است.